# Casa Mundet
Casa Mundet és una masia del poble del Pont d'Orrit, de l'antic terme de Sapeira, pertanyent actualment al municipi de Tremp.
Està situada uns 800 metres a llevant del Pont d'Orrit, al començament de la pista rural que mena a Sapeira i a Esplugafreda. És a sota i al sud-est del poble vell d'Orrit i al costat de la Borda de Mariana.